# Sultanato di Rum
Il Sultanato di Rûm, o Sultanato di Nicea o Sultanato di Iconio (dal nome delle due capitali succedutesi nel tempo: Nicea e Iconio, oggi İznik e Konya), è stato un sultanato turco-persiano situato nell'Anatolia, creato dalla dinastia dei turchi Selgiuchidi.
In turco moderno esso viene chiamato Rûm Selçuklu Devleti o Anadolu Selçuklu Devleti o Konya Selçuklu Devleti.
Originariamente vassallo dell'Impero selgiuchide dell'Iran, il sultanato gli sopravvisse, rimanendo quale entità autonoma fino all’invasione mongola. Il termine "Rūm" deriva dalla parola araba usata per indicare l'Impero Romano. I Selgiuchidi chiamarono le terre del loro sultanato "di Rūm" perché fu istituito su terre considerate "romane" (romee), o bizantine.
Il sultanato prosperò, particolarmente tra il tardo XI e il XII secolo quando strappò ai Bizantini porti strategici sulle coste del Mar Mediterraneo e del Mar Nero. Nell'Anatolia i Selgiuchidi favorirono il commercio con un programma di costruzione di caravanserragli, che facilitarono l'afflusso di beni dall'Iran e dall'Asia Centrale ai porti. Nacquero commerci molto intensi, specialmente con i Genovesi in questo periodo.
L'accresciuto benessere permise al sultanato di assorbire altri Stati turchi stabilitisi in Anatolia dopo la battaglia di Manzicerta: i Danishmendidi, i Saltukidi (Saltuklu) e gli Artuqidi. I sultani selgiuchidi riuscirono con successo a respingere le Crociate, ma nel 1243 dovettero soccombere all'avanzata dei Mongoli. I Selgiuchidi divennero vassalli dei Mongoli, e nonostante gli sforzi di scaltri amministratori per preservare l'integrità dello Stato, il potere del sultanato si disintegrò nella seconda metà del XIII secolo, e scomparve completamente nel primo decennio del XIV.
Nei suoi ultimi decenni, il territorio del Sultanato selgiuchide di Rūm vide emergere un gran numero di piccoli principati, o beilicati (beylik]), tra i quali figurava l'Osmanoğlu, conosciuto più tardi come Ottomano, che prese il sopravvento.

## Storia

### La battaglia di Manzicerta e la nascita del Sultanato
Dopo la dura sconfitta inflitta dal padre Alp Arslan ai Bizantini nella battaglia di Manzicerta del 1071, il nuovo Gran Sultano dell'Impero selgiuchide, Malik Shah I si trovò aperta la via dell'Anatolia, una terra ricca di pascoli (conseguenti all'impoverimento dell'agricoltura provocata dalle vicende belliche bizantine dell'XI secolo), ideale per l'insediamento delle orde nomadi di Turcomanni giunte in Persia al seguito dei Selgiuchidi.
Nel 1072 il sultano affidò così al cugino Suleyman I ibn Qutulmish il compito di invadere il nuovo territorio. 
Tra il 1073 e il 1081, Suleyman si impadronì di gran parte dell'Anatolia, costituendovi un sultanato di fatto autonomo, vassallo dell'impero di Malik Shah. La capitale del nuovo Stato venne posta a Nicea, conquistata nel 1077. In realtà Suleyman combatté come mercenario per diversi membri dell'aristocrazia romea, guadagnandosi così un posto di rilievo e potendosi insediare in Anatolia, dove fondò il proprio reame indipendente.

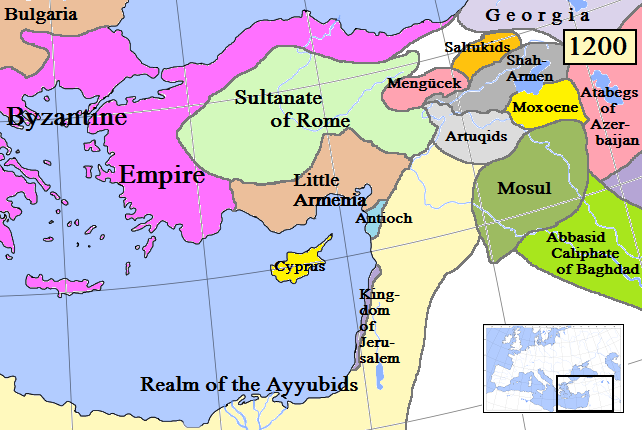
Il Sultanato di Rūm e gli Stati circostanti 1200 circa.

Nel 1085 Suleyman cominciò a espandersi verso oriente, prendendo Antiochia e l'intera Cilicia, seguite, nel 1086, dalla grande città di Edessa. Questa espansione lo mise in rotta con il cugino Tutush I, sovrano del neo-costituito [Sultanato selgiuchide di Damasco, che mosse contro di lui, sconfiggendolo prima ad Aleppo e quindi ad Antiochia, dove Suleyman I cadde in battaglia, mentre il figlio Qilij Arslan veniva condotto in ostaggio ad Esfahan, nelle mani del Grande Selgiuchide Malik Shāh.

### La prima crociata e la crisi del sultanato

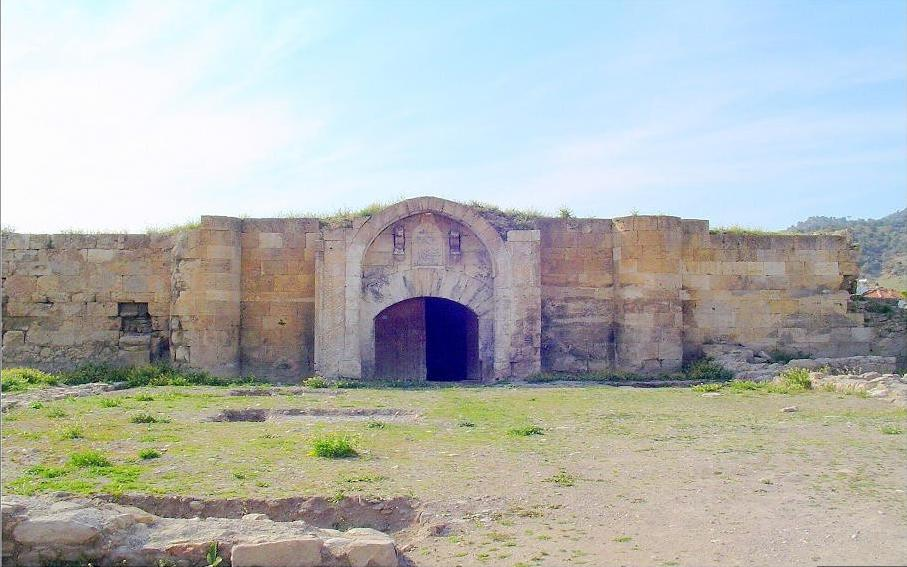
Caravanserraglio Hanabad a Çardak (1230)

Dopo la morte di Malik Shah, il nuovo Grande Selgiuchide Mas'ud I, in guerra con lo zio Tutush ibn Alp Arslan di Damasco, inviò nel 1092 il giovane Qilij Arslan a riprendere il proprio trono di Nicea. Questi trovò il proprio regno frammentato nelle mani di numerosi signorotti locali e dovette trascorrere diverso tempo prima di riuscire a rafforzare la propria posizione.
Nel mentre, il basileus di Costantinopoli, Alessio I Comneno, preoccupato della perdita dell'Anatolia, cuore della potenza del suo impero, aveva sperato di ricevere aiuto dai cristiani latini d'Occidente. Andando oltre le limitate intenzioni dell'imperatore, nel 1096 papa Urbano II proclamò una grande crociata contro i musulmani per la liberazione della Terrasanta e della Cristianità orientale.
Rassicurato dalla facile vittoria ottenuta sulla "crociata dei pezzenti" di Pietro l'Eremita, il sultano sottovalutò la minaccia costituita dai numerosi eserciti occidentali che si andavano concentrando a Costantinopoli e i cui capi stavano offrendo il giuramento di vassallatico preteso dall'Imperatore. Perduta Nicea, presa d'assalto dai crociati nel 1097, Qilij Arslan tentò di bloccarli sulla strada per Iconio (turco; Konya), sua nuova capitale, ma venne duramente battuto nella Battaglia di Dorylaeum e dovette ritirarsi abbandonando la città. In accordo coi giuramenti di vassallatico prestati all'Imperatore bizantino, gli Occidentali consegnarono le terre conquistate ad Alessio Comneno, che proseguì la riconquista, assumendo in breve il controllo dell'intera fascia costiera dell'Asia Minore.

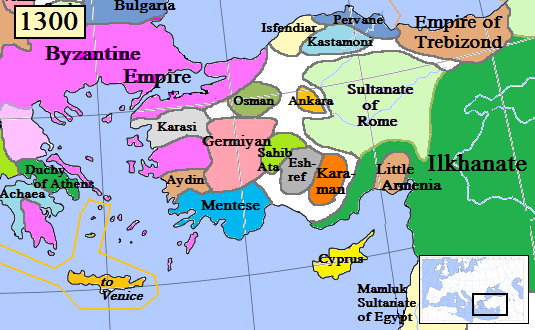
Il declino del Sultanato di Rum, vassallo dei Mongoli, ed i beylik emergenti 1300 circa.

Il successo ottenuto nel 1101 contro i nuovi eserciti crociati di passaggio in Anatolia, consentì ai Selgiuchidi di riprendere sicurezza. Qilij Arslan, costretto nei propri territori orientali dalla pressione bizantina, cercò di espandersi ai danni dei Selgiuchidi di Persia e Siria, ma, sconfitto nel 1107 non lontano da Mosul, morì durante la marcia di rientro.
Sotto i successori di Qilij Arslan, Malikshah e Mas'ud I il sultanato dovette subire la riscossa bizantina, mentre ad oriente, il crollo nel 1153 dell'Impero selgiuchide di Persia, travolto dalle guerre intestine, rendeva impossibile un soccorso dai Selgiuchidi d'Asia. La situazione continuò a peggiorare fino a quando, nel 1161, il sultano Qilij Arslan II dovette recarsi a Costantinopoli per divenire tributario dell'imperatore Manuele I Comneno.

### La battaglia di Miriocefalo e la ripresa del potere selgiuchide
Nel 1175 Qilij Arslan II si ribellò all'autorità bizantina, rifiutando di cedere i territori conquistati ai Danishmendidi. Manuele Comneno marciò contro di lui con l'intero esercito bizantino, ma cadde in un'imboscata nella valle di Miriocefalo e la sua armata venne distrutta. La grande vittoria permise ai Selgiuchidi di Rum di liberarsi della sottomissione e di arrestare la ripresa dell'impero di Costantinopoli.
La situazione rimase piuttosto stabile sino al 1204, quando a sorpresa, la Quarta crociata investì Costantinopoli, conquistandola e creando un effimero Impero Latino, mentre i Bizantini si ritiravano nei territori rimasti, costituendo in Anatolia l'Impero di Nicea e l'Impero di Trebisonda. Nel 1261, d'altro canto, la riconquista bizantina di Costantinopoli e la rinascita dell'Impero non mutarono di molto la situazione.
Dopo la morte dell'ultimo imperatore selgiuchide, Toghrul III, nel 1194, i Selgiuchidi di Rum rimasero gli unici rappresentanti della dinastia. Kaykhusraw I assediò Iconio nel 1205, che era stata presa dai Crociati. Sotto il suo governo e quello dei suoi successori, Kaykaus I e Kayqubad I, il potere selgiuchide in Anatolia raggiunse il suo apogeo. La conquista più importante di Kaykhusraw fu quella del porto di Attalia (Antalya) sulla costa mediterranea nel 1207. Soggiogò anche il regno armeno di Cilicia, ma nel 1218 dovette consegnare la città di Aleppo acquisita da al-Kamil. Kayqubad continuò ad acquisire terre lungo la costa mediterranea dal 1221 al 1225. In quegli anni inviò anche una spedizione militare in Crimea attraverso il Mar Nero. Ad est sconfisse i Mengugekidi e fece pressione sugli Artuqidi.

### Pace e decadenza

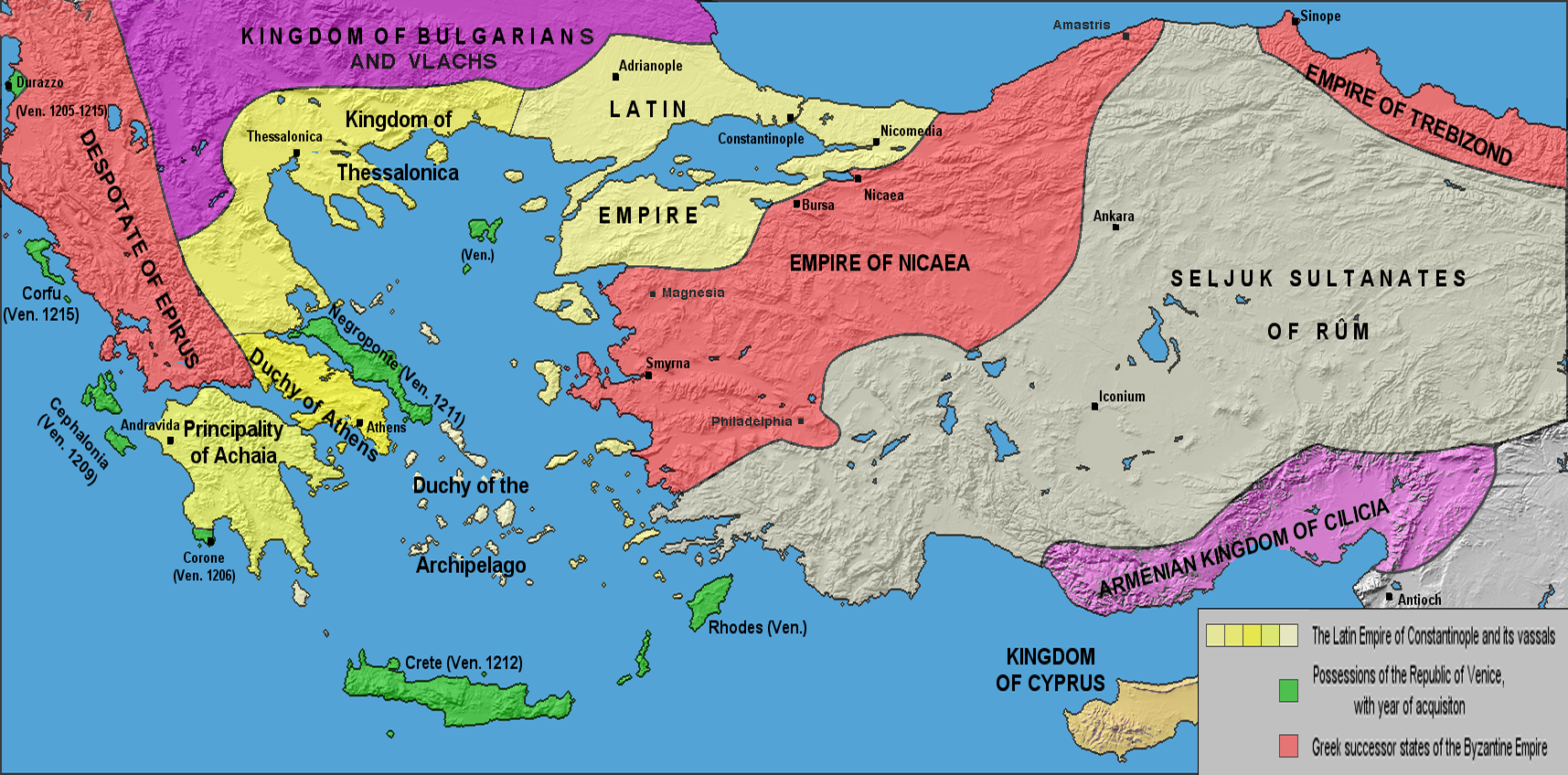
Sultanato di Iconio nel 1204 (in grigio chiaro).

Kaykhusraw II (1237-1246) diede inizio al suo regno catturando la regione attorno a Diyarbakır, ma nel 1239 dovette fronteggiare un'insurrezione condotta da un popolare predicatore di nome Baba Ishak. Dopo tre anni, quando riuscì finalmente a reprimere la rivolta, l'avamposto in Crimea fu perso, e lo Stato e l'armata del sultanato si indebolirono. È in queste condizioni che dovette affrontare una ben più pericolosa minaccia, quella dell'espansione dei Mongoli. Le armate mongole presero Erzurum nel 1242, e nel 1243 il sultano fu sconfitto da Bayju alla Battaglia di Köse Dağ (una montagna tra le città di Sivas ed Erzincan) e i Selgiuchidi da allora in poi cominciarono a giurare lealtà ai Mongoli e gradualmente divennero loro vassalli. Il sultano stesso fuggì ad Antalya dopo la battaglia del 1243, e lì morì nel 1246. La sua morte causò una tripartizione del sultanato, e poi un dualismo che durò fino al 1260.
Il regno selgiuchide fu diviso fra i tre figli di Kaykhusraw. Il più anziano, Kaykaus II (1246–1260), assunse il comando nell'area ad ovest del fiume Kızılırmak. I suoi fratelli minori, Qilij Arslan IV (1248–1265) e Kayqubad II (1249-1257) furono posti a governare le regioni ad est del fiume, sotto l'amministrazione mongola. Nell'ottobre del 1256, Bayju sconfisse Kaykaus II presso Aksaray e tutta l'Anatolia divenne ufficialmente soggetta al condottiero mongolo Munke. Nel 1260 Kaykaus fuggì da Konya alla Crimea, dove morì nel 1279. Kilij Arslan IV fu giustiziato nel 1265 e Kaykhusraw III (1265–1284) divenne il sovrano nominale di tutta l'Anatolia, anche se il potere di fatto era esercitato dai Mongoli e dai più influenti reggenti del sultano.
Lo Stato selgiuchide cominciò a dividersi in piccoli emirati (Beylik) che si distanziarono sempre più sia dal controllo mongolo che da quello selgiuchide. Nel 1277, in risposta ad una chiamata dall'Anatolia, il sultano mamelucco Baybars razziò l'Anatolia e sconfisse i Mongoli, rimpiazzandoli temporaneamente come amministratore del regno selgiuchide. Ma siccome le popolazioni locali che lo avevano chiamato in Anatolia non si presentarono a difendere il territorio, dovette ritornare in Egitto, e l'amministrazione mongola fu ripristinata, ufficialmente e severamente.
Verso la fine del suo regno, Kaykhusraw III poteva reclamare la sovranità diretta solo sulle terre attorno a Konya. Alcuni Beylikati (incluso quello ottomano al suo principio) e governatori selgiuchidi d'Anatolia continuavano a riconoscere, sebbene solo nominalmente, la supremazia del sultano di Konya, esprimendo i khuṭba in nome del sultano di Konya in riconoscimento della sua sovranità, e i sultani continuavano a farsi chiamare Fahreddin, "l'orgoglio dell'Islam". Quando Kaykhusraw III fu giustiziato nel 1284, la dinastia Selgiuchide soffrì nuove lotte interne che durarono fino al 1303 quando il figlio di Kaykaus II, Mesud II, si stabilì come sultano a Kayseri. Fu assassinato nel 1307 come poco dopo anche suo figlio Mesud III. Un parente distante della Dinastia Selgiuchide si instaurò momentaneamente come emiro di Konya, ma fu sconfitto e le sue terre conquistate dai Karamanidi nel 1328. Lo sfascio dell'impero rese tutte le province indipendenti. Da una di queste, proclamatasi sultanato sotto la guida di Osman I, prese vita poco dopo, passata la marea mongola, l'Impero ottomano. La sfera di influenza monetaria del sultanato durò ancora un po', e monete di conio selgiuchide, generalmente considerate di affidabile valore, continuarono ad essere usate nel XIII secolo, anche dagli Ottomani.

## Arte ed architettura

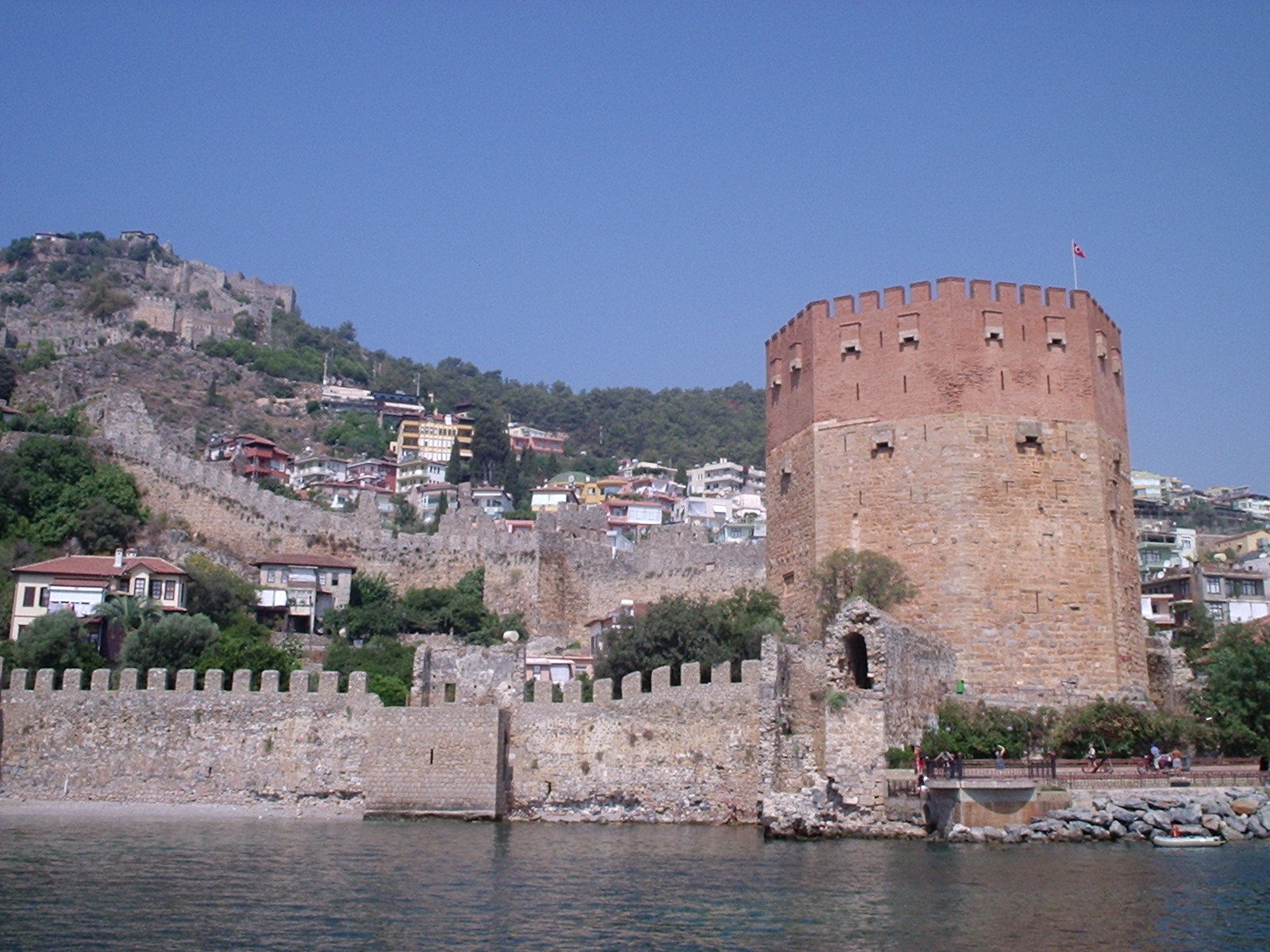
La torre rossa Kızıl Kule costruita tra il 1221 e il 1226 da Kayqubad I ad Alanya

L'eccezionale periodo di prosperità in cui visse l'Anatolia tra il XII e il XIII secolo, tra le Crociate e l'invasione mongola, è evidenziato da eccellenti lavori di architettura ed arti decorative.
Tra queste ci sono i caravanserragli (o hans), usati come fermate, stazioni commerciali e difese per le carovane. Di essi ne furono costruiti circa un centinaio durante il periodo dei Selgiuchidi d'Anatolia particolarmente interessanti. La loro ineguagliabile concentrazione nel tempo e nella geografia dell'Anatolia rappresenta una delle più impressionanti opere dell'intera storia dell'architettura islamica.

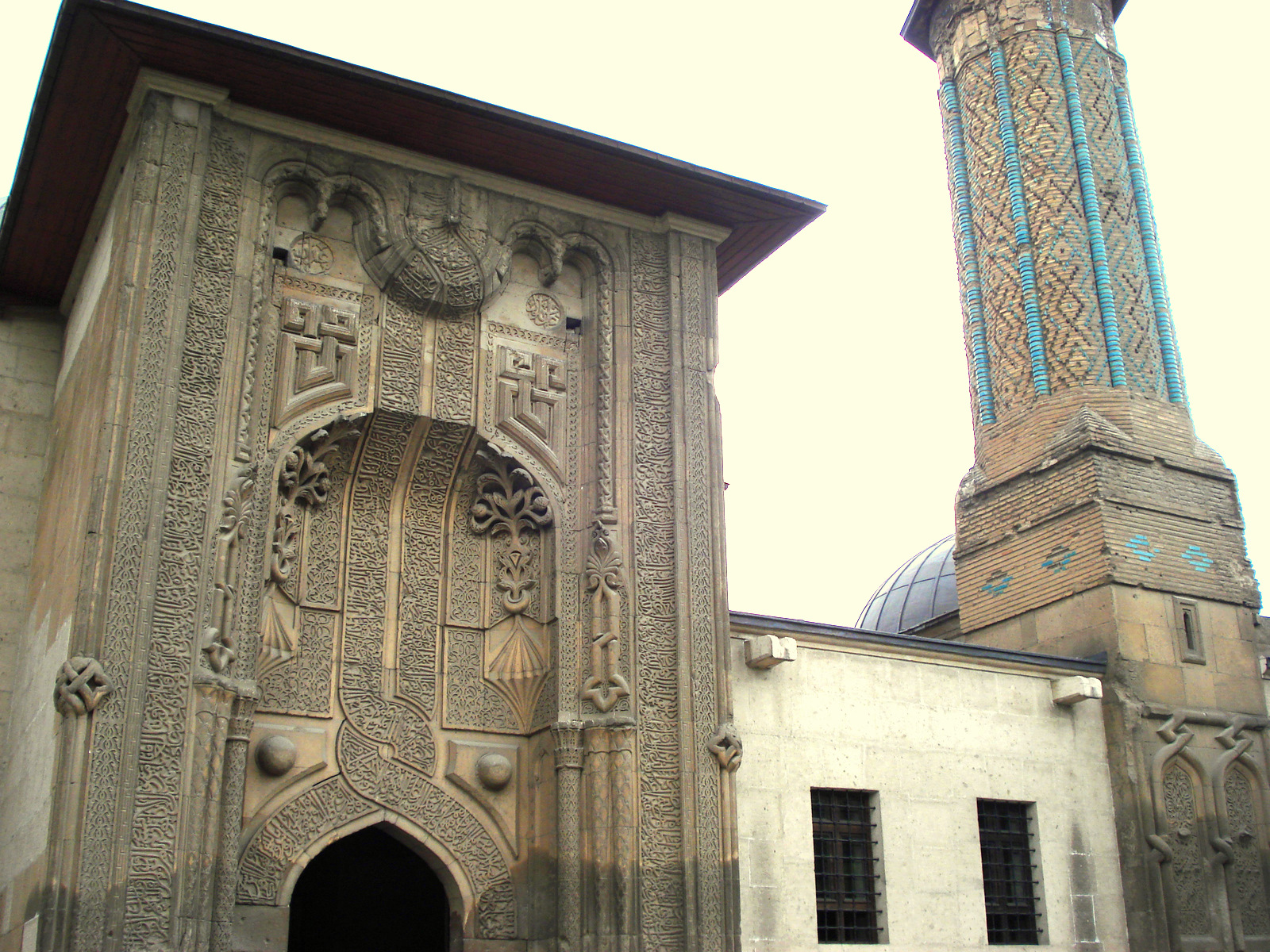
Minareto di Ince, una madrasa del XIII secolo situata a Konya, Turchia.

Il più grande caravanserraglio è il Sultan Han, costruito nel 1229 dal sulla strada tra le città di Konya ed Aksaray, nella cittadina di Sultanhanı dipendente dalla seconda, della superficie di 3.900 metri quadrati. Ci sono due caravanserragli che portano il nome "Sultan Han", l'altro si trova tra Kayseri e Sivas. Inoltre, a parte Sultanhanı, cinque altre città nella Turchia devono il loro nome ai caravanserragli lì costruiti. Sono Alacahan nel distretto di Kangal, Durağan, Hekimhan e Kadınhanı, oltre alla cittadina di Akkale/Akhan nell'area metropolitana di Denizli. Il caravanserraglio di Hekimhan è unico poiché ha, sotto l'usuale iscrizione in arabo con informazioni relative all'edificio, due altre iscrizioni in armeno e siriaco, siccome fu costruito dal dottore (hekim) del sultano Kayqubad I che si pensa fosse cristiano di origini, convertito all'Islam. Ci sono altri casi particolari come l'insediamento nel sito di Kalehisar (contiguo ad un antico sito ittita), vicino ad Alaca, fondato dal comandante selgiuchide Hüsameddin Temurlu, che si era rifugiato nella regione dopo la sconfitta alla battaglia di Köse Dağ, ed aveva fondato una cittadina che comprendeva un castello, una madrasa, una zona abitata ed un caravanserraglio, più tardi abbandonati, attorno al XVI secolo. Tutto tranne il caravanserraglio, che ancora non è stato scoperto, furono esplorati negli anni sessanta dallo storico dell'arte/archeologo ottomano Oktay Aslanapa, ed i ritrovamenti, come diversi documenti, attestano l'esistenza di un vivace insediamento nel sito, ad esempio il firmano ottomano del 1463 che da istruzioni ai direttori della madrasa di non alloggiare nella scuola ma nel caravanserraglio.

## Lista dei Sultani di Rum
Riguardo ai nomi dei sultani, ci sono varianti nella forma e nell'ortografia a seconda delle preferenze di una fonte o dell'altra, o per fedeltà nella traslitterazione della variante persiana dell'arabo usato dal sultano, o per rendere la corrispondenza alla moderna fonologia ed ortografia turca. Alcuni sultani avevano due nomi che sceglievano di usare alternativamente. Mentre i due palazzi costruiti da Alaeddin Keykubad I portano i nomi di Palazzo di Kubadabad e Palazzo Keykubadiye, chiamò la sua moschea a Konya Moschea di Alâeddin e la città portuale di Alanya da lui catturata "Alaiye". Similarmente, la madrasa costruita da Gıyaseddin Keyhüsrev I a Kayseri, nel complesso (Külliye) dedicato a sua sorella Gevher Nesibe fu chiamata Madrasa Gıyasiye, e quella costruita da Izzeddin Keykavus I a Sivas fu chiamata Madrasa Izzediye.
| Sultani di Rum                                       | Sultani di Rum |
| ---------------------------------------------------- | -------------- |
| Suleyman ibn Qutulmish                               | 1077-1086      |
| Qilij Arslan I                                       | 1092-1107      |
| Malikshah                                            | 1107-1116      |
| Mas'ud I                                             | 1116-1156      |
| ʿIzz al-Dīn Qilij Arslan II                          | 1156-1192      |
| Giyāth al-Dīn Kaykhusraw I (primo regno)             | 1192-1196      |
| Rukn al-Dīn Suleymānshāh II                          | 1196-1204      |
| Qilij Arslan III                                     | 1204-1205      |
| Giyāth al-Dīn Kaykhusraw I (secondo regno)           | 1205-1211      |
| ʿIzz al-Dīn Kaykaus I                                | 1211-1220      |
| ʿAlāʾ al-Dīn Kayqubad I                              | 1220-1237      |
| Kaykhusraw II                                        | 1237-1246      |
| ʿIzz al-Dīn Kaykaus II e Rukn al-Din Qilij Arslan IV | 1246-1260      |
| Rukn al-Dīn Qilij Arslan IV                          | 1260-1265      |
| ʿAlāʾ al-Dīn Kayqubad II                             | 1249-1257      |
| Giyāth al-Dīn Kaykhusraw III                         | 1265-1284      |
| Giyāth al-Dīn Masʿūd II (primo regno)                | 1284-1296      |
| ʿAlāʾ al-Dīn Kayqubad III                            | 1298-1302      |
| Giyāth al-Dīn Masʿūd II (secondo regno)              | 1303-1308      |